# 约翰·卢瑞尔
约翰·卢瑞尔（John Lurie，1952年12月14日—），美国演员、乐手、画家及制片人。生于明尼苏达的明尼阿波利斯，6岁时迁往新奥尔良，后又移居马赛诸塞州伍斯特。
1978年与其兄埃文·卢瑞尔组建了“伪爵士”乐团The Lounge Lizards，该乐团活动了约20年。1980年他参演了吉姆·贾木许执导的三部电影，《天堂陌影》、《不法之徒》和《永恒假期》。